# Se (Le Vibrazioni)
Se è un brano musicale del gruppo Le Vibrazioni, pubblicato come singolo che ha accompagnato l'uscita del terzo album della band, intitolato Officine meccaniche, messo in commercio nel novembre del 2006.

## Descrizione
Il brano segna la svolta definitiva nel sound del gruppo verso un rock molto meno melodico rispetto a quello ascoltato nei primi due album.
Il pezzo (parole e musica) è stato scritto da Francesco Sarcina, cantante del gruppo.
Il titolo è stato ispirato dalla canzone If dei Pink Floyd.

## Classifiche
| Classifica (2006) | Posizione massima |
| ----------------- | ----------------- |
| Italia            | 29                |